# Luigi Provana di Collegno
Luigi Provana di Collegno (Torino, 21 giugno 1786 – 16 novembre 1861) è stato un politico italiano.
Appartenente all'antica famiglia piemontese dei Provana, fu Riformatore e Rettore dell'Università di Torino (15 settembre 1831), Presidente di sezione del Consiglio di Stato (25 novembre 1840) e Ministro di Stato. Il 3 aprile 1848 venne nominato senatore del Regno di Sardegna.